# Władcy burgundzkich i habsburskich Niderlandów

Flaga Niderlandów z XV w.

Na obszarze Niderlandów, czyli terenach obecnego Królestwa Niderlandów, Królestwa Belgii i Wielkiego Księstwa Luksemburga, powstało w średniowieczu, w wyniku rozdrobnienia feudalnego Świętego Cesarstwa Rzymskiego, 17 małych księstw, hrabstw i baronii. Na przestrzeni wieków łączyły się one w krótkotrwałe unie. Pełne zjednoczenie tych ziem miało miejsce dopiero w XV w. Dokonali tego drogą małżeństw i podbojów książęta Burgundii z dynastii Walezjuszów. W Burgundii byli oni formalnie wasalami władców Francji, w Niderlandach zaś władców Niemiec. Faktycznie pozostawali praktycznie niezależni. Po wymarciu męskiej linii dynastii (śmierć Karola Zuchwałego w 1477 roku) sama Burgundia jako opustoszałe lenno powróciła do Francji (zajął ją król Ludwik XI), natomiast Niderlandy dzięki małżeństwu przejęli Habsburgowie, którzy na początku XVI w. zostali również królami Hiszpanii. Linia hiszpańskich Habsburgów wymarła w 1700 r. W 1713 r., po hiszpańskiej wojnie sukcesyjnej Niderlandy przeszły pod władzę Habsburgów austriackich, władców Austrii, Węgier i Czech. Pozostały w ich ręku do 1795 r., kiedy to zostały podbite przez Republikę Francuską w toku wojny francusko-austriackiej.

## Państwa wchodzące w skład Niderlandów
- hrabstwo Artois
- hrabstwo Flandrii
- hrabstwo Mechelen
- margrabstwo Namur
- hrabstwo Hainaut
- hrabstwo Holandii
- hrabstwo Zelandii
- księstwo Brabancji
- księstwo Limburga
- księstwo Luksemburga
- księstwo biskupie Utrechtu
- Fryzja Zachodnia
- księstwo Geldrii
- Groningen
- Ommelanden
- Drenthe
- Overijssel

## Władcyburgundzkich Niderlandów
- 1405–1419 – Jan bez Trwogi (w Artois i Flandrii)
- 1419–1467 – Filip III Dobry (od 1429 r. w Namur, od 1430 r. w Brabancji i Limburgu, od 1432 r. w Hainaut, Holandii i Zelandii, od 1443 r. w Luksemburgu)
- 1467–1477 – Karol Zuchwały (od 1473 r. w Geldrii)
- 1477–1482 – Maria Burgundzka

## Władcyhabsburskich Niderlandów
- 1482–1506 – Filip I Piękny
- 1506–1556 – Karol V Habsburg (od 1543 r. w Geldrii)
- 1556–1598 – Filip II Habsburg (do 1581 r. w Holandii, Zelandii, Groningen, Omelanden, Drenthe, Fryzji Zachodniej, Geldrii, Utechcie i Overijssel)
- 1598–1621 – Izabela Klara Eugenia Habsburg i Albrecht VII Habsburg
- 1621–1665 – Filip IV Habsburg (do 1659 r. w Artois)
- 1665–1700 – Karol II Habsburg
- 1700–1713 – Filip V Burbon
- 1713–1740 – Karol VI Habsburg
- 1740–1780 – Maria Teresa Habsburg
- 1780–1790 – Józef II Habsburg
- 1790–1792 – Leopold II Habsburg
- 1792–1795 – Franciszek II Habsburg